# Huyện Đông Bắc đảo Penang
Huyện Đông Bắc Đảo Penang là một huyện nằm trong bang Penang của Malaysia. Huyện này bao gồm nửa phía đông bắc của đảo Penang, bao gồm trung tâm của George Town, thủ phủ của Penang. Nó có diện tích 122,79 km2 (47,41 sq mi) và dân số 510.996 vào năm 2010. Huyện giáp phía tây nam đảo Penang Quận Penang về phía tây.

## Lịch sử
Năm 1786, Công ty Đông Ấn của Anh đã giành quyền kiểm soát Đảo Penang, thành lập thành phố George Town ở mũi phía đông bắc của hòn đảo này. Trong những thập kỷ sau, toàn bộ hòn đảo được quản lý trực tiếp từ George Town.
Chỉ trong những năm 1880 khi người Anh chia quyền quản lý đảo Penang, sau đó là một phần của Khu định cư eo biển, thành hai quận. Năm 1888, văn phòng Quận Tây Nam Penang được thành lập tại Balik Pulau ở phía tây nam của đảo, do đó chia hòn đảo này thành các huyện Đông Bắc và Tây Nam. Cả hai huyện trên đảo Penang đầu tiên xuất hiện trong các bản đồ chính thức có niên đại từ những năm 1890.

## Địa lý

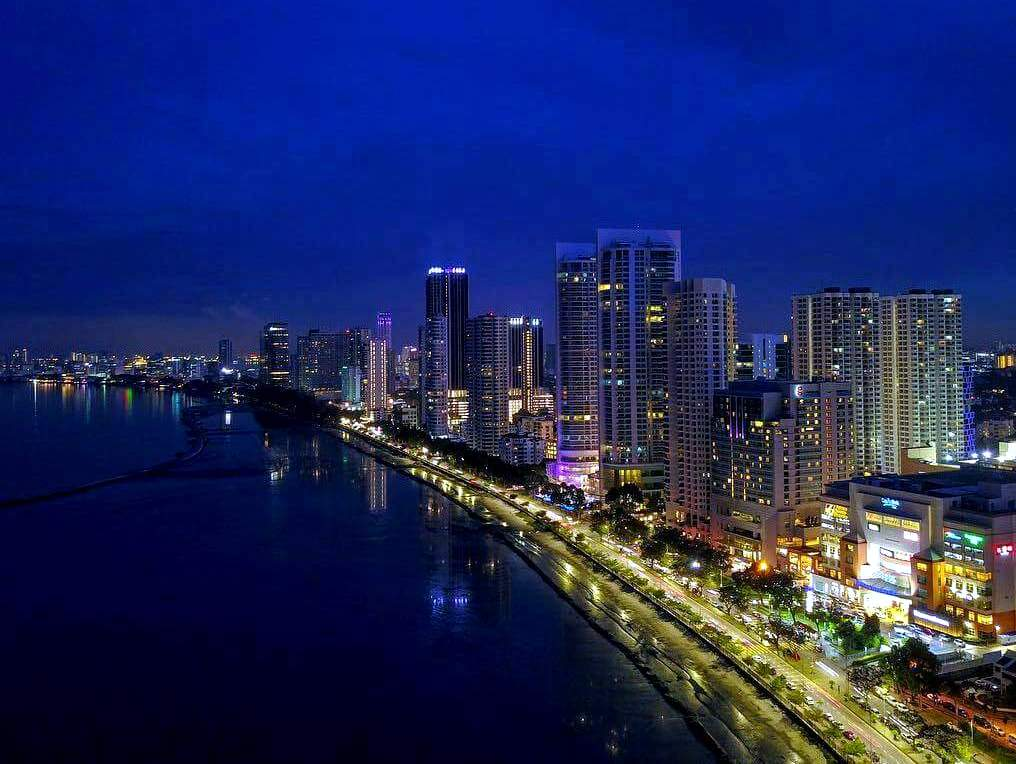
The centre of George Town also serves as the seat of the Northeast Penang Island District.

Huyện bao gồm trung tâm của George Town, cũng là thủ phủ của bang Penang. Ngoài ra, còn bao gồm các vùng ngoại ô của George Town.
- Batu Ferringhi
- Tanjung Bungah
- Tanjung Tokong
- Pulau Tikus
- Batu Lanchang
- Air Itam
- Paya Terubong
- Jelutong
- Gelugor

Huyện Đông Bắc Penang Island cũng bao gồm nhiều đồi trung tâm của Đảo Penang. Đồi Penang, đỉnh cao nhất trên đảo Penang, nằm trong khu vực và phục vụ như là một điểm thu hút du lịch lớn.
Huyện Đông Bắc Đảo Penang được chia thành bảy mukims..Bản mẫu:My10
- George Town
- Paya Terubong
- Bukit Paya Terubong
- Bukit Ayer Itam
- Ayer Itam
- Batu Ferringi
- Tanjong Tokong

## Chính trị
Văn phòng chính quyền nằm trong Komtar, tòa nhà chọc trời cao nhất ở Penang.

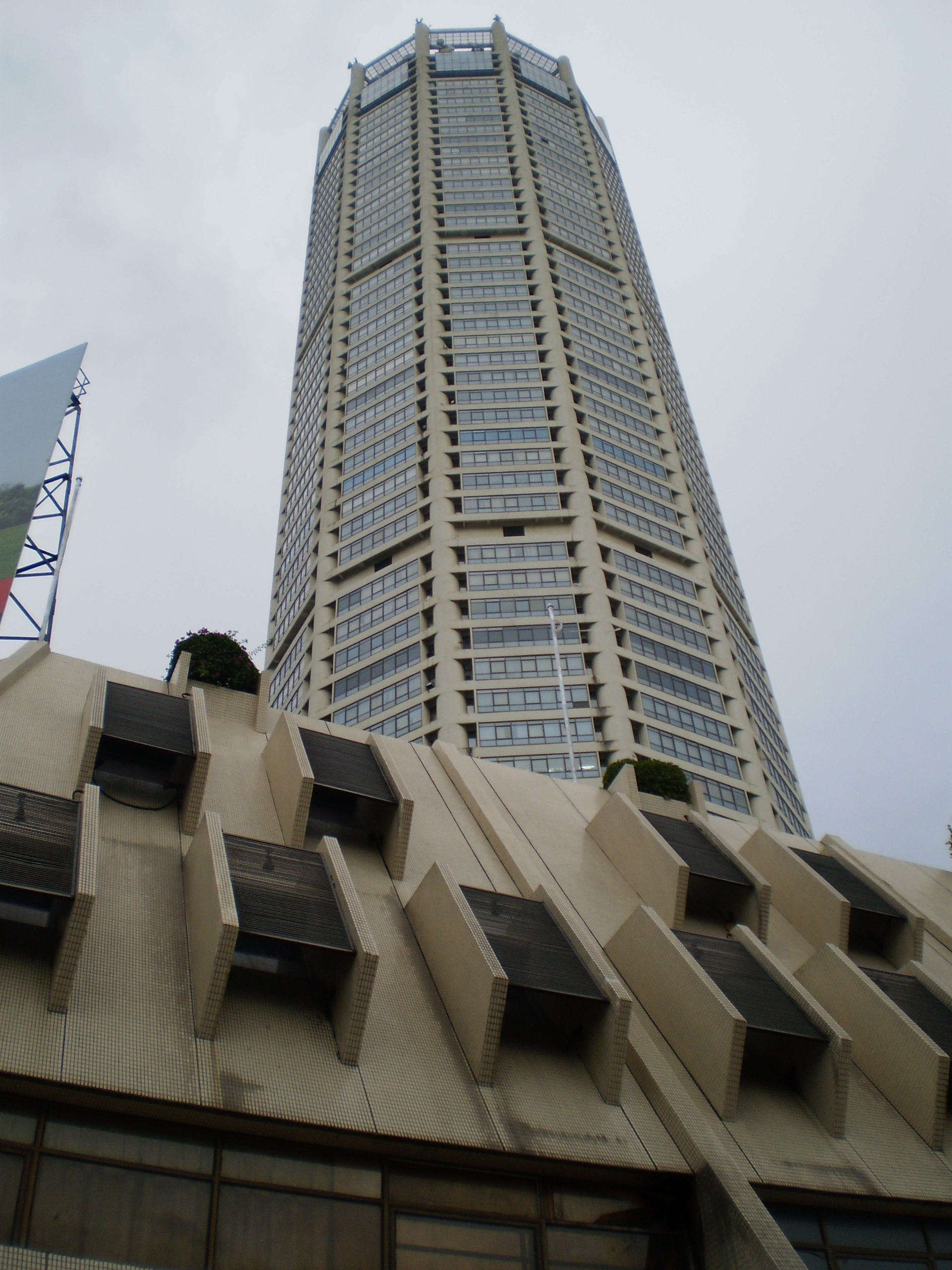
Tháp Komtar ở trung tâm của George Town nơi đặt văn phòng chính quyền

Mặc dù các huyện ở Malaysia được tạo ra với mục đích quản lý đất đai và thuế, trên thực tế, chính quyền địa phương đảm bảo cung cấp các tiện nghi cơ bản và bảo trì cơ sở hạ tầng đô thị.
Đáng chú ý, cả hai huyện trên đảo Penang thuộc thẩm quyền của Hội đồng thành phố đảo Penang, cũng nằm ở trung tâm của George Town. Với lịch sử có niên đại từ năm 1800, đây là cơ quan địa phương lâu đời nhất ở Malaysia. Thị trưởng hiện tại của đảo Penang là Yew Tung Seang, người được chính phủ tiểu bang Penang bổ nhiệm vào năm 2018. Thời hạn của Thị trưởng kéo dài trong hai năm.

Các khu vực bầu cử liên bang và Tiểu bang trong Khu vực Đảo Đông Bắc Penang (màu trắng).

## Nhân khẩu học
Sau đây là dựa trên Điều tra dân số quốc gia năm 2010 do Cục Thống kê Malaysia thực hiện.
| + Dân số ở Đông Bắc Đảo Penang     | Dân tộc | Dân số Tỷ lệ phần trăm (%) |
| Người Mã Lai                       | 107,243 | 20.99                      |
| Người Bumiputera                   | 2,353   | 0.46                       |
| Người Hoa                          | 316,172 | 61.87                      |
| Người Ấn Độ                        | 51,468  | 10.07                      |
| Khác                               | 2,083   | 0.41                       |
| Công dân không phải người Malaysia | 31,677  | 6.20                       |
| Total                              | 510,996 | 100.00                     |

## Giáo dục
Học khu là nơi một số trường lâu đời nhất ở Malaysia được thành lập. Trường Penang Free School, được thành lập năm 1816, là trường Anh ngữ lâu đời nhất ở Đông Nam Á, cũng như trường đầu tiên của một số trường truyền giáo trong thành phố. Những trường trung học tiếng Anh này, bao gồm cả trường St. Xavier, trường St. George's Girls và trường Methodist Boys 'đã tạo ra một số nhân vật có ảnh hưởng nhất của Malaysia, bao gồm các nhà lập pháp, chính trị gia, chuyên gia và doanh nhân.
Ngoài ra, các trường Trung Quốc đầu tiên ở Malaysia được thành lập trong khu học chánh. Kể từ đó, các trường Trung Quốc như Chung Ling High School, Trường Trung học Heng Ee và Trường Trung học Nữ sinh Penang đã duy trì danh tiếng mạnh mẽ dựa trên thành tích học tập xuất sắc.
Các trường quốc tế cũng đã được thành lập trong thành phố để phục vụ cho dân số nước ngoài đang phát triển. Những trường này cung cấp giáo dục tiểu học đến trung học lên đến A Levels và Tú tài Quốc tế.
Về giáo dục đại học, học khu là nơi có một trong những trường đại học công lập tốt nhất Malaysia - Universiti Sains Malaysia, cũng như một số trường cao đẳng tư nhân như Đại học Mở Wawasan, Cao đẳng SEGi và Cao đẳng Han Chiang.
Thư viện Bang Penang điều hành một chi nhánh và thư viện dành cho trẻ em trong khu học chánh.

## Chăm sóc sức khỏe

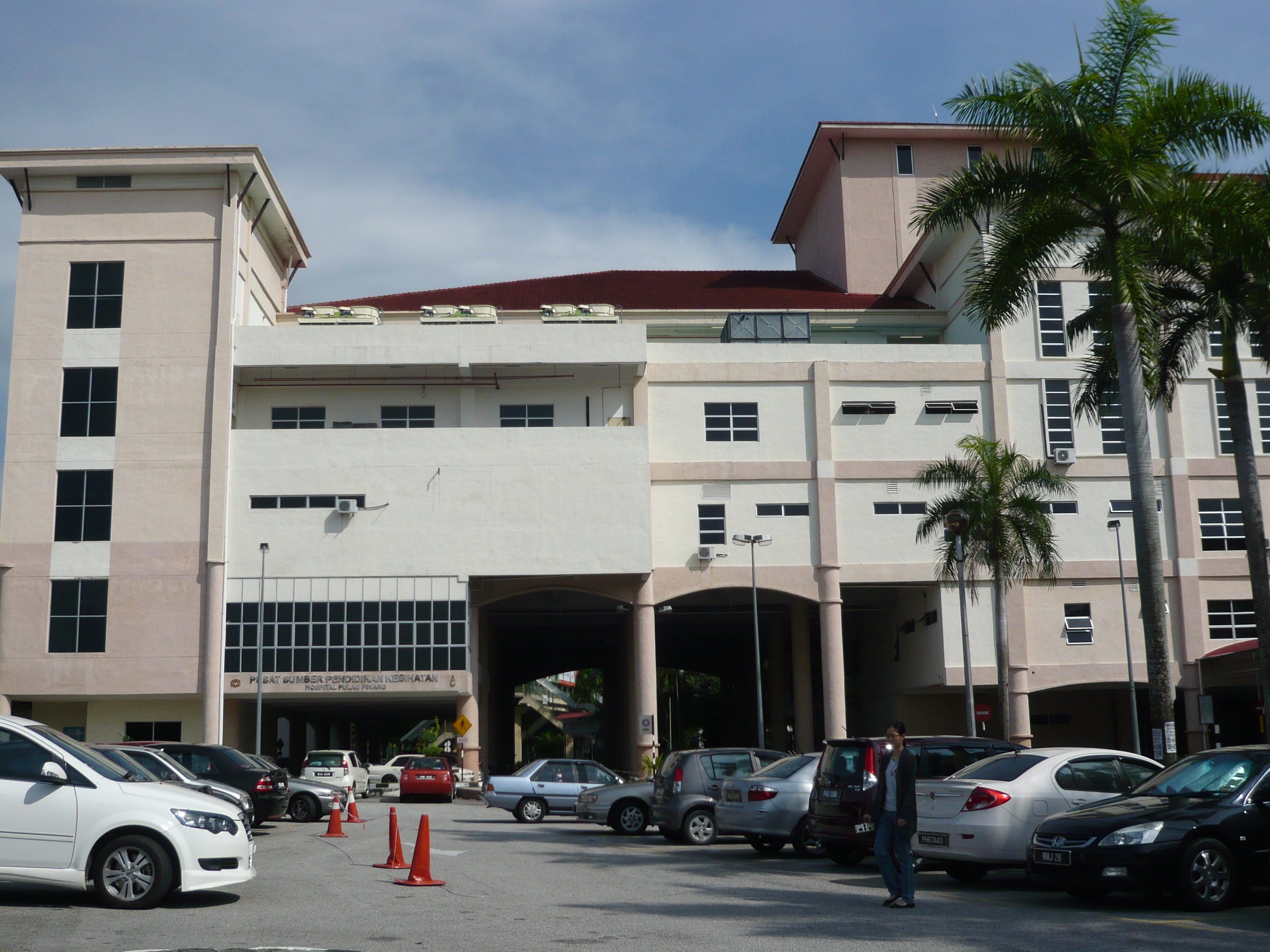
Penang General Hospital, the oldest and largest hospital in Penang.

Trong những năm gần đây, George Town đã trở thành trung tâm du lịch y tế của Malaysia, tạo ra khoảng 70% doanh thu du lịch y tế của đất nước và thu hút khoảng một nửa số khách du lịch y tế vào trong nước. Nhiều bệnh viện công và tư trong quận, cùng với chi phí sinh hoạt thấp và dễ dàng đi lại đã giúp tạo điều kiện cho sự bùng nổ du lịch y tế.
Bệnh viện Đa khoa Penang là bệnh viện công chính cho George Town và khu học chánh. Được xây dựng vào năm 1882, nó cũng là bệnh viện tham chiếu ở miền bắc Malaysia.
Các bệnh viện tư, bao gồm Bệnh viện Cơ Đốc Phục Lâm Penang và Bệnh viện Lam Wah Ee, cũng cung cấp các tiện nghi cao cấp và chăm sóc nhanh hơn bởi các chuyên gia được đào tạo bài bản. Những bệnh viện này không chỉ phục vụ cho người dân địa phương mà còn cả bệnh nhân từ các tiểu bang khác và các nước láng giềng như Indonesia và Singapore.

## Điểm du lịch

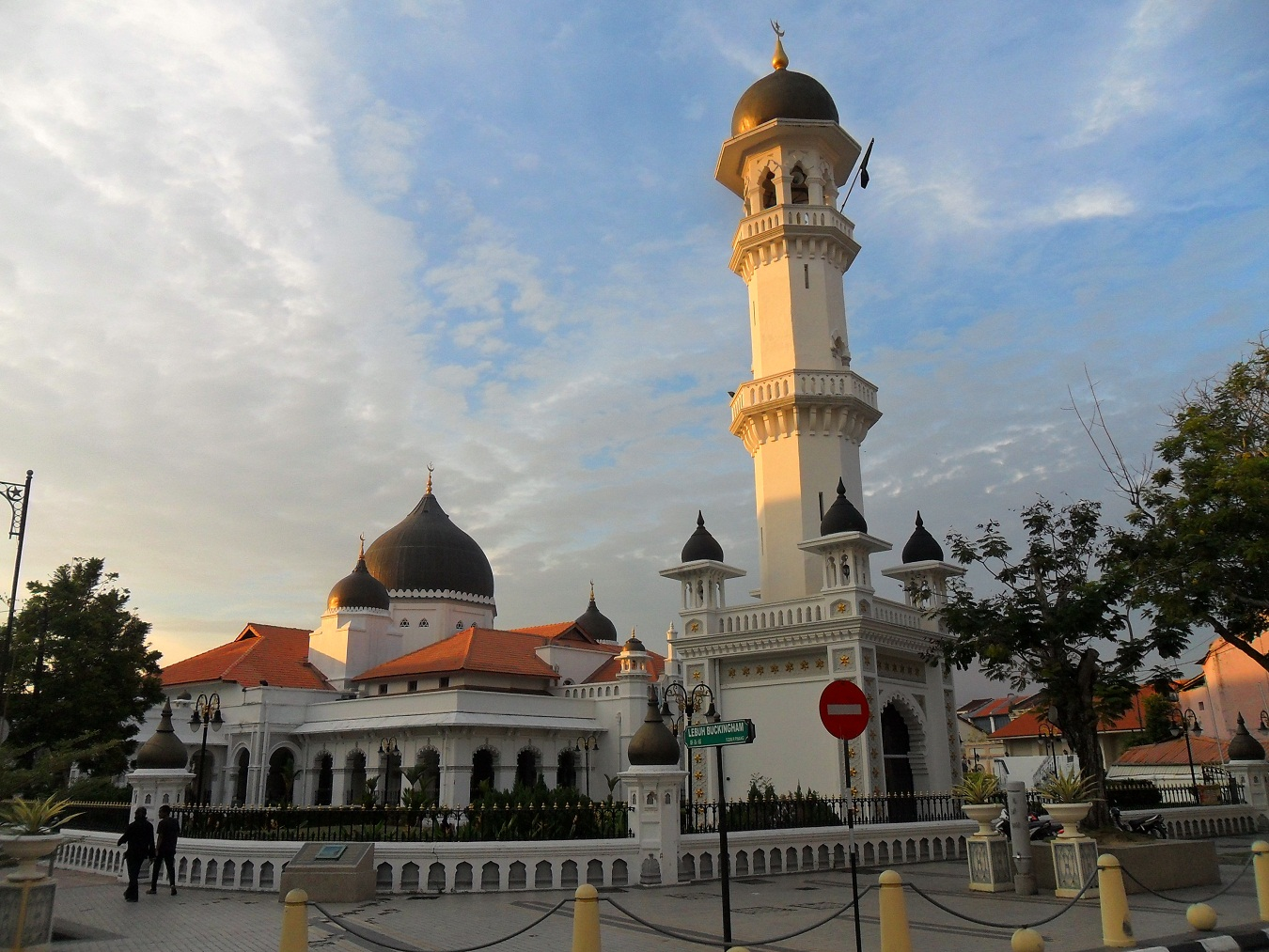
Nhà thờ Hồi giáo Kapitan Keling là một trong những nhà thờ Hồi giáo đầu tiên được xây dựng ở George Town.

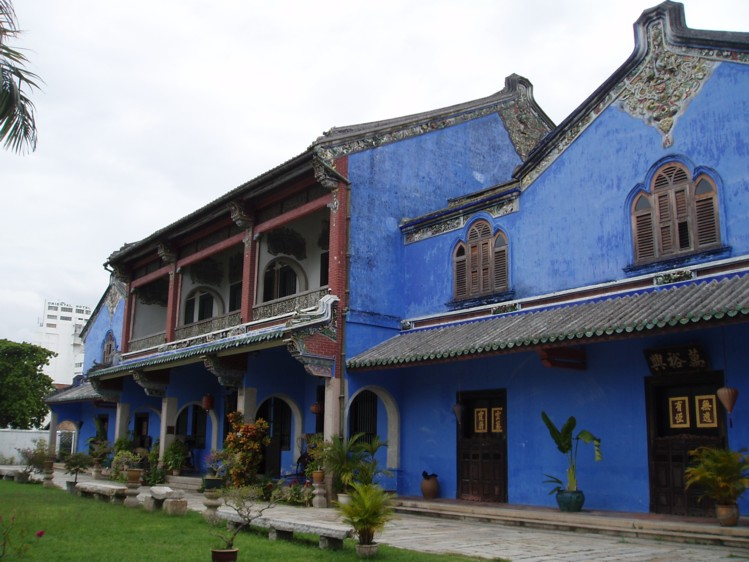
Cheong Fatt Tze Mansion còn được gọi là 'Biệt thự Xanh' do màu sắc đặc biệt của nó.

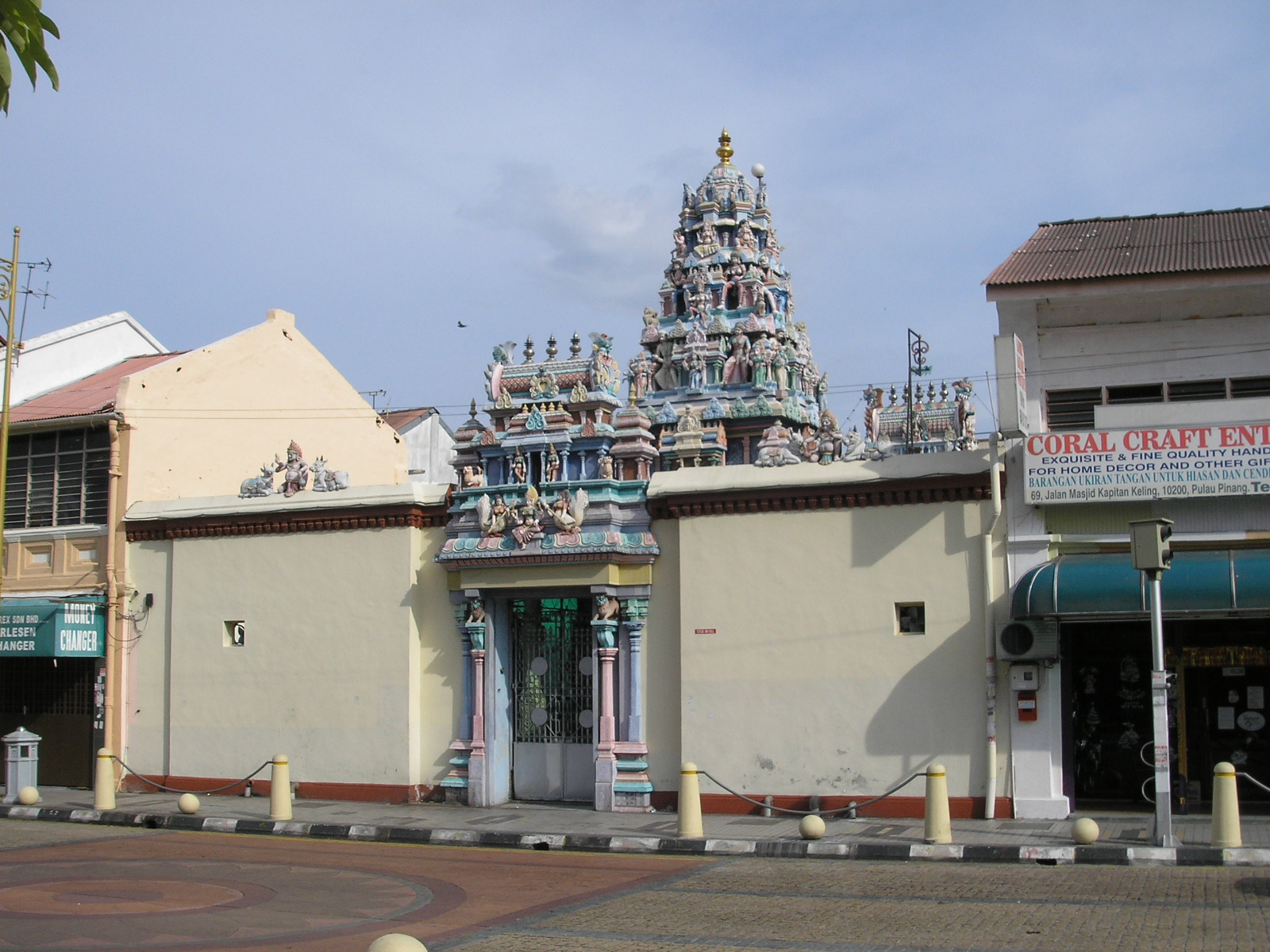
Đền Sri Mahamariamman, với một lịch sử có niên đại từ năm 1801, là tâm điểm của Khu Tiểu Ấn của George Town.

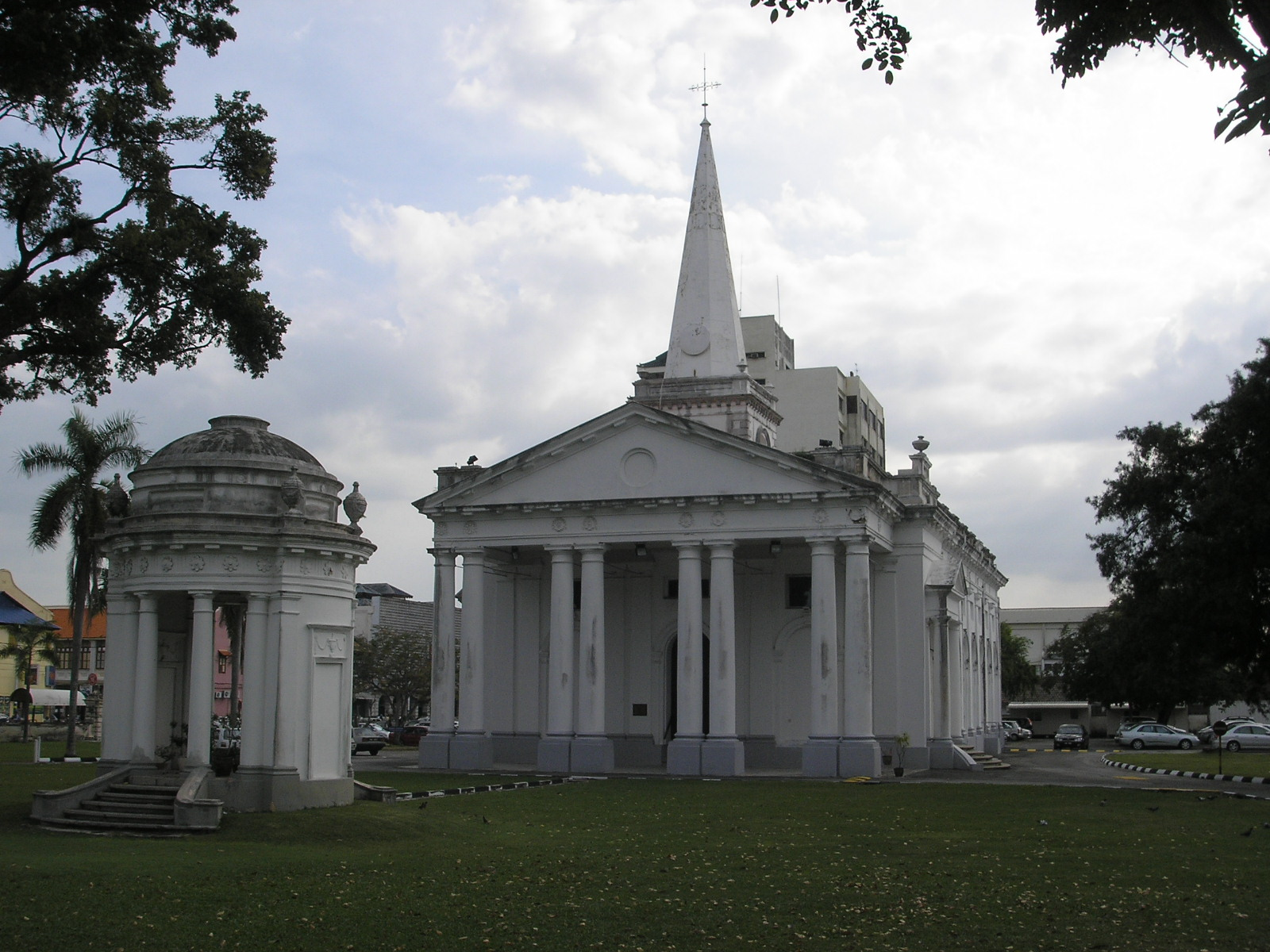
Nhà thờ St. George là nhà thờ Anh giáo lâu đời nhất ở Đông Nam Á.

Phần lớn các điểm tham quan du lịch của Penang nằm ở trung tâm của George Town. Trung tâm thành phố, một Di sản Thế giới được UNESCO công nhận, nổi tiếng với các loại kiến trúc, văn hóa và ẩm thực của nó; George Town cũng được cho là thủ đô thực phẩm của Malaysia. Ngoài ra, huyện còn có một số điểm tham quan tự nhiên, từ những ngọn đồi trung tâm của Đảo Penang đến những bãi biển đầy cát dọc theo bờ biển phía bắc của hòn đảo.